# ハンス・コーノン・フォン・デア・ガーベレンツ

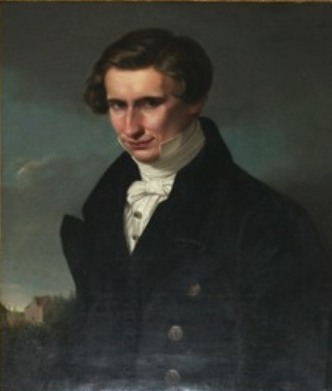
ハンス・コーノン・フォン・デア・ガーベレンツ

ハンス・コーノン・フォン・デア・ガーベレンツ（Hans Conon von der Gabelentz、1807年10月13日 - 1874年9月3日）は、ドイツの政治家、言語学者。
1848年から1849年にかけてザクセン＝アルテンブルク公国の首相をつとめた。言語学者としてはさまざまな言語を研究したが、とくに満州語の研究がよく知られる。
有名な言語学者・中国学者のゲオルクは息子。

## 略歴
ガーベレンツはザクセン＝ゴータ＝アルテンブルク公国のアルテンブルクに生まれた。父のハンス・カール・レーオポルトは政府の宰相で枢密顧問官だった。なお、ザクセン＝ゴータ＝アルテンブルク公国は1825年に再構成され、アルテンブルクは新しいザクセン＝アルテンブルク公国の首都になった。
1825年から1828年にかけてライプツィヒ大学とゲッティンゲン大学で法学と官房学を学んだ。1830年からアルテンブルクの国政にたずさわったが、急速に昇進して1847年にはヴァイマル大公国議長(Landmarschall)に選ばれた。1848年には予備会議（フランクフルト国民議会選挙準備のための議会）のテューリンゲン代表、およびアルテンブルクの首相に就任した。
翌1849年には言語学研究に専念するために首相を辞職したが、その後もアルテンブルク議会の議員であり続け、1870年までしばしば議長をつとめた。その後はすべての公務から退き、1874年にレムニッツで没した。
ガーベレンツは『東洋学報』(Zeitschrift für die Kunde des Morgenlandes, 1837-1850)の共同編集者のひとりであり、1847年からは『ドイツ東洋学会報』に寄稿した。

## 主な著書
ガーベレンツは言語学を専門に学んだことはなかったが、80前後の言語を研究し、その多くについては最初の研究者であった。ガーベレンツはできるかぎり文法書ではなく、実際の会話から言語を習得しようとした。ヴィルヘルム・フォン・フンボルトの方向を継承し、当時の研究の主流だったインド・ヨーロッパ語族やセム語族からは構造的に遠く離れたモンゴル語、ウラル語族、オーストロネシア語族、スワヒリ語、アメリカ大陸のダコタ語やチェロキー語などの文法を発表している。しかし当時の言語学の潮流とことなっていたために同時代からはほとんど無視された。
1860年には受動態に関する論文を公刊したが、そこでは209の言語が対照されている。
- “Über das Passivum. Eine sprachvergleichende Abhandlung”. Abhandlungen der königlich sächsischen Gesellschaft der Wissenschaften zu Leipzig. Philologisch-historischen Classe 8:  449-546. (1860).

最初に研究したのは満州語だった。
- Élémens de la grammaire mandchoue. Altenbourg. (1832)（フランス語で書いた満州語文法）
- Sse-schu, Schu-king, Schi-king in mandschuischer Uebersetzung mit einem Mandschu-Deutchen Wörterbuch. Leipzig. (1864)（満州語の四書、書経、詩経本文と満州語・ドイツ語辞典）

ゴート語を研究し、ウルフィラ聖書の校訂本を出版した。
- Ulfilas, veteris et novi testamenti, versionis gothicae. Leipzig: Brockhaus. (1843)（ウルフィラ聖書、Julius Löbe と共著）
- Glossarium der gothischen Sprache. Leipzig: Brockhaus. (1843)（ゴート語辞典）
- Grammatik der gothischen Sprache. Leipzig: Brockhaus. (1846)（ゴート語文法）

ほかにさまざまな言語の文法書を残している。
- “Versuch einer mordwinischen Grammatik”. Zeitschrift für die Kunde des Morgenlandes 2:  235-284,383-419. (1838).（モルドヴィン語文法試論）
- Grundzüge der syrjänischen Grammatik. Altenburg: H. A. Pierer. (1841)（コミ語文法概要）
- Grammatik der Dajak-Sprache. Beiträge der Sprachenkunde 1. Leipzig: Brockhaus. (1852)（ダヤク語文法）
- Grammatik der Dakota-Sprache. Beiträge der Sprachenkunde 2. Leipzig: Brockhaus. (1852)（ダコタ語文法）
- Grammatik der Kiriri-Sprache. Beiträge der Sprachenkunde 3. Leipzig: Brockhaus. (1852)（キリリ語(英語版)文法）
- “Grammatik und Wörterbuch der Kassia-Sprache”. Berichte über die Verhandlungen der königlich sächsischen Gesellschaft der Wissenschaften zu Leipzig. Philologisch-historischen Classe 10:  1-116. (1858).（カシ語文法と辞書）
- “Die melanesischen Sprachen nach ihrem grammatischen Bau und ihrer Verwandschaft unter sich und mit den malaiisch-polynesischen Sprachen untersucht”. Abhandlungen der königlich sächsischen Gesellschaft der Wissenschaften zu Leipzig. Philologisch-historischen Classe 8,17. (1860-1873). #1 #2 （メラネシア諸語の文法構造と、メラネシア語相互および他のマライ・ポリネシア諸語との関係）